# Scott Henderson (Skirennläufer)
George Scott Robert Henderson (* 15. April 1943 in Calgary, Alberta; üblicherweise Scott Henderson genannt) ist ein ehemaliger kanadischer Skirennläufer und Trainer.

## Biografie
Zu Beginn seiner Sportkarriere betrieb Henderson auch Skilanglauf und Skispringen, bis er sich dann 1960 ganz dem alpinen Skisport zuwandte. Mitte der 1960er Jahre gewann er fünf kanadische Meistertitel (Abfahrt 1965 und 1966, Riesenslalom 1966, Slalom 1966 und 1967). Darüber hinaus wurde er 1967 australischer Riesenslalommeister, im darauf folgenden Jahr US-amerikanischer Meister in der Abfahrt und in der Kombination.
Bei den Weltmeisterschaften 1966 in Portillo wurde Henderson Siebter in der Kombination und Elfter im Riesenslalom. 1967 bestritt er die Premierensaison des Alpinen Skiweltcups und klassierte sich sechsmal unter den besten zehn. Sein bestes Ergebnis war ein vierter Platz, erzielt am 11. März 1967 im Slalom in Franconia. 1968 nahm er an den Olympischen Winterspielen in Grenoble teil und erreichte im Riesenslalom den 21. Platz.
1969 trat Henderson vom Spitzensport zurück und arbeitete in der Folge für den kanadischen Amateur-Skiverband. Von 1972 bis 1977 war er Cheftrainer der Herrennationalmannschaft und in dieser Funktion maßgeblich für die Erfolge der „Crazy Canucks“ im Weltcup verantwortlich. Anschließend zog er nach Colorado und war in verschiedenen Bereichen des Skisports als Manager tätig.